# Хазиахметов, Шамиль Сафуанович
Шами́ль Сафуа́нович Хазиахме́тов (баш. Шамил Сафуан улы Хәзиәхмәтов; 8 сентября 1941, Алексеевка, Уфимский район, БАССР — 22 декабря 2012, Уфа, Республика Башкортостан) — российский башкирский писатель, журналист. Член Союза писателей СССР с 1982 года, член Союза писателей России с 1992 года. Издано 13 книг в Уфе и Москве общим тиражом более 150 тыс. экземпляров.

## Биография
Окончил Уфимский государственный нефтяной технический университет в 1967 году, до этого — учёба в Уфимском нефтяном техникуме (1956—1960 гг.), работа техником-механиком цеха на заводе «Синтезкаучук», г. Омск (1960—1962 гг.)
Во время учёбы в нефтяном институте сотрудничает с республиканскими газетами. Увлекается спортом, в 1963 году становится чемпионом Башкирии по боксу среди студентов.
После окончания по просьбе обкома ВЛКСМ работает корреспондентом газеты «Ленинец» (июнь-ноябрь 1967 г.). Далее — работа инженером аварийно-диспетчерской службы Мубарекского районного управления Ташкентского управления магистральных газопроводов, пос. Мубарек Узбекской ССР (1967—1969 гг.), мастером СУ-13 Сварочно-монтажного треста, г. Печора Коми АССР (1969—1970 гг.), работа на инженерных должностях в строительных организациях г. Уфы (1970 — сентябрь 1985 г.)
В 1976 году в Уфе выходит первая книга «Солнечный город», в 1980 году в Москве выходит вторая книга «Красный стык». В 1982 году Ш. Хазиахметов становится членом Союза писателей СССР.
В 1985 году Ш. Хазиахметов начинает работу заместителем главного редактора газеты «Вечерняя Уфа», (1985—1988 гг.), затем — главным редактором Башкирского книжного издательства (1988—1991 гг.), в 1991 году организует первое коммерческое издательство в Башкортостане «Слово» и становится его генеральным директором (1991—2000 гг.). В 2000 году получает приглашение вернуться в газету «Вечерняя Уфа» и становится главным редактором (2000—2001 гг.), вскоре уходит и возвращается в издательство «Слово» (2000—2004 гг.). С 2005 до смерти в 2012 году работает главным редактором организованного им издательства «Скиф».

## Творчество
Ш. С. Хазиахметовым издано 13 книг: «Солнечный город», 1976; «Красный стык», 1980; «Горячий сезон», 1981; «Да будет день», 1983; «Мужской разговор», 1985; «Мир вашему дому», 1986; «Всадник на часах», 1987; «Среди снегов белых», 1989; «Туча над деревенькой», 1991; «Звонок из соседнего мира», 1993; «Горькие плоды осени», 1996; «Грустная, как мир, история», 2001; «Кто остановил часы?», 2007 г; «Господин литератор», 2014.
Первые книги написаны в духе производственного реализма. Без пафоса, но неизменно с романтикой Ш. Хазиахметов описывал будни строителей трубопроводов, рабочих и инженеров, с которыми сам работал в самых далеких уголках страны. Позже писателя все более интересуют темы сложных психологических загадок, отношений, фантастики и мистического реализма. Последний роман-эссе «Господин литератор» ироничен и автобиографичен, полон философских размышлений об истории страны и родного края. 
Активно занимался журналистикой и издательским делом, возглавлял газету «Вечерняя Уфа» издательства «Башкнигоиздат», «Слово» и «Скиф». Сделал переводы произведений башкирских авторов на русский язык.